# 法氏擬鱥
法氏擬鱥（學名：Pseudophoxinus fahrettini），為輻鰭魚綱鯉形目雅羅魚科的其中一個種，分布亞洲土耳其安納托利亞中部的歐里梅敦河（也称为“科普魯河”，Köprü River）流域，被IUCN列為瀕危保育類動物，本魚體呈橢圓形，頭尖，上唇突出超過下唇尖端，腹鰭短，不到達肛門，側線和腹鰭起點之間有8-10個鱗片，從眼睛到尾鰭基部有明顯的黑色條紋，體長可達28公分，棲息在溪流底中層水域，生活習性不明。

## 扩展阅读
維基物種上的相關：法氏擬鱥